# Dinijar Biljaletdinov
Dinijar Rinatovitj Biljaletdinov (ry: Диния́р Рина́тович Билялетди́нов), född 27 februari 1985, är en rysk före detta fotbollsspelare. Biljaletdinov slog igenom i den ryska klubben Lokomotiv Moskva och värvades till Everton 2009. Han spelar även i ryska landslaget och spelade i alla Rysslands matcher under EM 2008. Han spelade oftast som yttermittfältare.

## Meriter
Lokomotiv Moskva
- Ryska Premier League: 2004
- Ryska Supercupen: 2005
- Ryska Cupen: 2007

## Fotnoter
1. ↑  ”Bilyaletdinov seals Everton move”. bbc.co.uk. 25 augusti 2009. http://news.bbc.co.uk/sport2/hi/football/teams/e/everton/8219490.stm.